# Хумска плоча
Хумската плоча е най-старият известен кирилски писмен паметник на сърбохърватския средновековен език. 
Надписът е издълбан в периода 10-11 век на босанчица, т.е. на кирилица, с примеси от 5 глаголически букви на хърватска глаголица. Плочата е с размери 68 х 59 х 15 см, тежи 142 кг, като надписът е на три спираловидни реда, оформени в квадратна форма. Надписът все още не е напълно реконструиран.
Открит е в Хумац близо до Любушки в Западна Херцеговина, днес Западнохерцеговски кантон.
За наследство върху писмеността с паметника претендират съвременните сръбска, хърватска и босненска филология.